# Esercitazione Zapad-81
L’Esercitazione Zapad-81 (in russo Запад-81?, tradotto in italiano "Occidente '81") è stata la più grande esercitazione portata avanti dall'Unione Sovietica, secondo la NATO e le fonti statunitensi. Fu condotta dal 4 settembre 1981 e durò approssimativamente 8 giorni. Fu un'operazione congiunta tra tutte le branche delle Forze armate sovietiche e introdusse nuove armi tra cui il missile strategico a medio raggio RSD-10 (conosciuto in occidente come SS-20 Saber) e la portaerei "Kiev".

## Storia
L'esercitazione è stata per prima una dimostrazione di forza. Difatti i filmati di propaganda erano composti da una lunga sequenza di offensive che si concludevano con una grande parata della vittoria. Oltre che a essere una dimostrazione di forza verso i paesi della NATO, l'esercitazione era una grande dimostrazione di capacità militare in Polonia. Dopo il fallimento di riforme comuniste in Polonia durante gli anni '70 la Repubblica Popolare di Polonia era in uno stato di crisi e di rivolte civili (Solidarność). L'esercitazione Zapad includeva sbarchi anfibi in Polonia vicino alla città di Danzica, inviando avvertimenti alla Polonia che l'Unione Sovietica poteva ricorrere alla soluzione militare se necessario.
L'esercitazione fu criticata dagli Stati Uniti per aver violato gli Accordi di Helsinki riguardo alla notifica di esercitazioni militari.